# Gare de Königs Wusterhausen
La Gare de Königs Wusterhausen est la gare ferroviaire de Königs Wusterhausen dans le Brandebourg en Allemagne. Assez éloignée des habitations, elle est desservie en majorité par les trains de banlieue de Berlin.
La gare, fondée en 13 septembre 1866 en même temps que la ligne Berlin-Görlitz, est construite dans un style néoclassiciste.

## Service des voyageurs

### Desserte
| Ligne | Villes étapes | Entreprise                        |
| ----- | --- | --------------------------------- |
| IC 56 | Norddeich Mole – Emden Außenhafen – Oldenbourg – Brême – Hanovre – Magdebourg – Berlin – Königs Wusterhausen – Cottbus             | DB Fernverkehr                    |
| RE2   | Wismar – Schwerin – Wittenberge – Neustadt (Dosse) – Berlin-Spandau – Berlin – Königs Wusterhausen – Lübben – Cottbus              | Chemins de fer est-allemands (de) |
| RB19  | Berlin Gesundbrunnen – Berlin – Aéroport de Berlin-Schönefeld – Königs Wusterhausen – Lübben – Calau – Senftenberg                 | DB Regio                          |
| RB22  | Berlin Friedrichstraße – Berlin – Berlin-Wannsee – Potsdam – Golm – Saarmund – Aéroport de Berlin-Schönefeld – Königs Wusterhausen | DB Regio                          |
| RB60  | Francfort-sur-l'Oder – Wriezen – Eberswalde – Bernau bei Berlin – Königs Wusterhausen – Berlin-Lichtenberg                         | Chemins de fer est-allemands (de) |